# النقابات العمالية في الولايات المتحدة

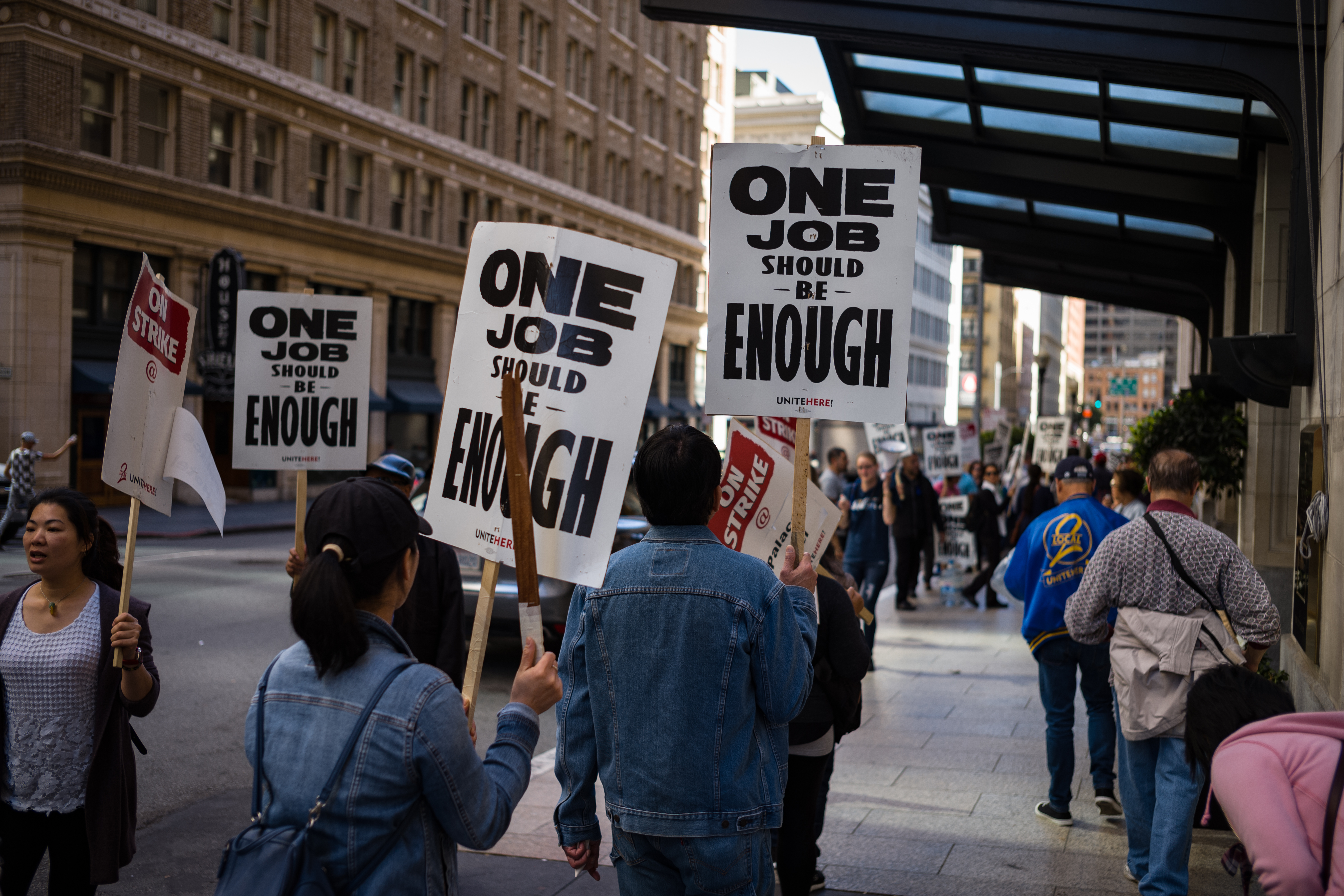
جانب من مظاهرة عمالية في سان فرانسيسكو عام 2018

النقابات العمالية في الولايات المتحدة هي نقابات تمثل العمال من مختلف الصناعات تحت قانون العمل الأمريكي. يتركز نشاط هذه النقابات اليوم على المفاوضة المشتركة فيما يخص الرواتب والفوائد وظروف عمل أعضائها، إضافة إلى تمثيل الأعضاء في حال حصول نزاع مع صاحب العمل نتيجة خرق شروط العقد. تخوض النقابات العمالية الأكبر في نشاطات الضغط للتأثير على القرار ومساندة المرشحين السياسيين على مستوى الولاية والمستوى الفدرالي.
تقبع معظم النقابات في الولايات المتحدة تحت مظلة منظمة أو منظمتين هما: الاتحاد الأمريكي للعمل ومؤتمر المنظمات الصناعية الذي تشكل عام 1995، ومنظمة التغيير نحو الفدرالية التي انفصلت عن سابقتها عام 2005. تدعم كلا المنظمتين السياسات والتشريعات التي تشمل حقوق العمال في الولايات المتحدة وكندا، ولها دور نشط في السياسة. يهتم الاتحاد الأمريكي للعمل ومؤتمر المنظمات الصناعية بقضايا التجارية العالمية على نحو خاص.
في عام 2016، بلغ عدد الأعضاء 14.6 مليون في الولايات المتحدة، هبوطًا من 17.7 مليون عام 1983. كانت النسبة المئوية لعدد العمال المنتمين إلى النقابات العمالية في الولايات المتحدة 10.7%، مقارنةً مع نظريتها عام 1983 التي بلغت 20.1%. انخفضت نسبة العضوية من العاملين في القطاع الخاص إلى أقل من 7%، وهو مستوىً لم تشهده البلاد منذ عام 1932. من منظور عالمي، في عام 2016، كانت الولايات المتحدة في المرتبة الخامسة كأدنى كثافة نقابية من بين 36 دولة عضو في منظمة التعاون والتطوير الاقتصادي.
في القرن الحادي والعشرين، يعود معظم أعضاء النقابات العمالية إلى القطاع العام، مثل عاملي المدينة والموظفين الحكوميين والمدرسين ورجال الشرطة. أغلب أعضاء النقابات هم رجال كبار في السن يقطنون في الشمال الشرقي أو الغرب الأوسط أو في ولاية كاليفورنيا. يحصل أعضاء النقابات العمالية على راتب أعلى ب10-30% من العمال غير الأعضاء في الولايات المتحدة، تتراوح النسبة حسب الفرد والوظيفة وطبيعة سوق العمل.
على الرغم من قلة عدد أعضائها مقارنةً بالعدد الذي وصل إلى ذروته في خمسينيات القرن الماضي، ما تزال النقابات العمالية عاملًا سياسيًا، سواء من خلال عضويتهم الخاصة، أو عبر التحالفات مع منظمات ناشطة تشاركهم نفس التفكير حول قضايا مثل حقوق المهاجرين والسياسة التجارية والتأمين الصحي والحد الأدنى للأجور. ما يثير القلق هو الجهود التي تبذلها المدن والولايات بهدف خفض المعاشات التقاعدية للعمال المنتسبين إلى النقابات المهنية بعد تقاعدهم في المستقبل. أطلق المحافظ السابق المعروف سكوت ووكر، والذي انتخبه الجمهوريون من حركة الشاي عام 2010 عن ولاية ويسكونسن، جهودًا حثيثة ضد نقابات القطاع العام، بسبب ما يترتب عنها من التزامات تتعلق بمعاشات التقاعد التي تقع على كاهل حكومة الولاية (على الرغم من أن المعاشات التقاعدية في ولاية ويسكونسن كانت ممولة بالكامل عام 2015)، إضافةً إلى ادعائه بمدى قوة التأثير التي تمتلكها تلك النقابات. تُظهر النشرات الأكاديمية دليلًا دامغًا على أن النقابات العمالية تقلل من التباين الاقتصادي الطبقي (عدم المساواة في الدخل). تشير الأبحاث إلى أن زيادة نسبة عدم المساواة في الدخل في الولايات المتحدة تعود بشكل جزئي إلى انخفاض توجه العمال للانتساب في النقابات.

## التاريخ
بدأت النقابات العمالية بالتشكل في منتصف القرن التاسع عشر كاستجابة للتأثير الاجتماعي والاقتصادي للثورة الصناعية. بدأت النقابات العمالية الوطنية بالظهور في الحقبة التي تلت الحرب الأهلية. ظهر اتحاد «فرسان العمل» كقوة عظمى في أواخر ثمانينيات القرن التاسع عشر، ولكنه انهار بسبب قلة التنظيم وضعف الإدارة والاختلاف على أهداف الاتحاد والرفض الذي قابله من أصاحب العمل والقوى الحكومية.
أظهر اتحاد العمال الأمريكي الذي أسسه وأداره سامويل كومبرز عام 1886 وحتى وفاته عام 1924 متانة واستمرارية أكبر. ظهر الاتحاد بوصفه ائتلافًا لمجموعة من مختلف النقابات المحلية. ساعد في دعم وتوجيه الضربات حتى أصبح لاعبًا أساسيًا في السياسة الوطنية، عادةً مع صف الحزب الديمقراطي.
استفادت النقابات العمالية الأمريكية بشكل كبير من سياسات الصفقة الجديدة التي أبرمها فرانكلين ديلانو روزفلت في ثلاثينيات القرن الماضي. أسهم قانون علاقات العمل الوطنية لعام 1935 على وجه الخصوص في دعم الحق القانوني في تنظيم النقابات. بدءًا من هذه النقطة، وثّقت النقابات العمالية علاقتها بشكل أكبر مع الحزب الديمقراطي، وأصبحت عنصرًا أساسيًا في ائتلاف الصفقة الجديدة.

### ما بعد الحرب العالمية الثانية

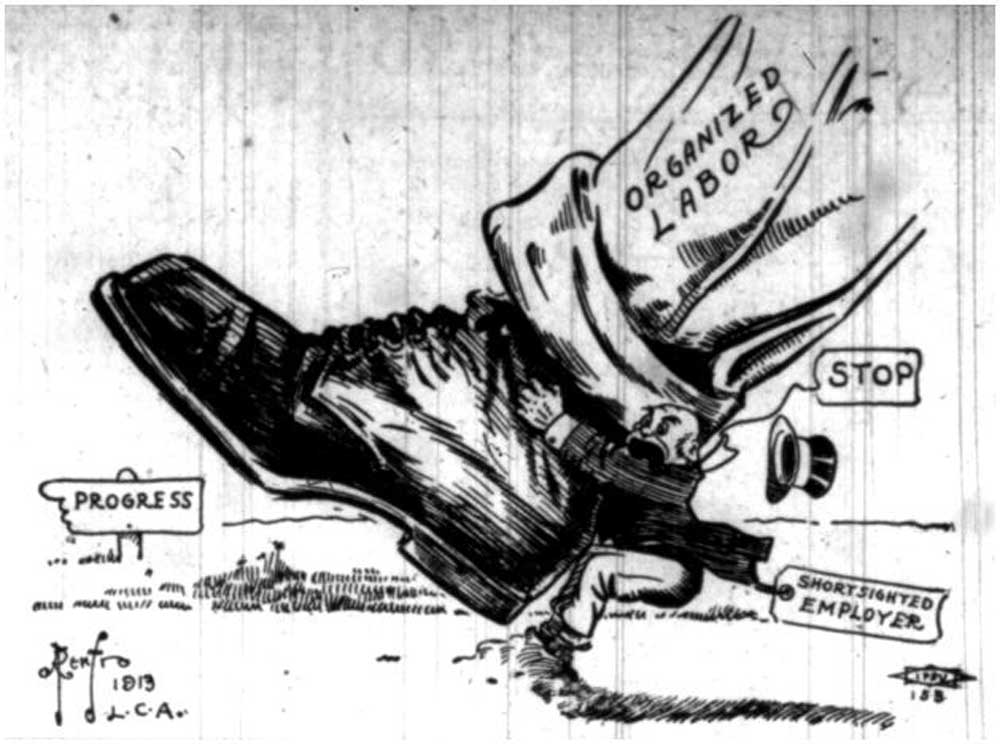
رسم كاريكتوري يعود لعام 1913 عن محاولات كبح جماح الحركة العماليّة

أحكم الحزب المحافظ المؤيد للأعمال قبضته على الكونغرس في عام 1946، وأقر في عام 1947 قانون علاقات إدارة العمل لعام 1947 المعروف باسم «قانون تافت-هارتلي» المصاغ من قبل عضو مجلس الشيوخ روبرت تافت. اعترض الرئيس ترومان على القرار إلا أن الائتلاف المحافظ تجاهله. حظي تجاهل الفيتو بتأييد كبير من الحزب الديمقراطي، بنسبة 106 من أصل 177 نائب ديمقراطي في الكونغرس، و20 من أصل 42 ديمقراطيًا في مجلس الشيوخ. يحظر القانون -الذي ما يزال ساري المفعول- على المرشحين السياسيين المشاركة في الأعمال النقابية وتقييد سلطة النقابات في شن ضربات «تهدد الأمن القومي» وأجبر على طرد قادة النقابات الشيوعيين (وجدت المحكمة العليا الأمريكية أن هذا البند غير دستوري، ولم يعد ساريًا). أطلقت النقابات حملات شديدة عدة سنوات لإلغاء هذا القانون لكنها باءت بالفشل. خلال أواخر خمسينيات القرن العشرين، صدر قانون إدارة العمل والإبلاغ والإفصاح لعام 1959 في أعقاب تحقيقات الكونغرس بشأن الفساد والسياسة الداخلية غير الديمقراطية بين نقابة سائقي الشاحنات وغيرها.
في عام 1955، اندمجت أكبر منظمتين للعمل، اتحاد العمال الأمريكي والهيئة التشريعية للمنظمات الصناعية، منهية اختلافًا دام 20 عامًا.. أصبح رئيس اتحاد العمال الأمريكي جورج ميني هو الرئيس الجديد للمنظمة، وأصبح الأمين العام للمنظمة القديمة هو الأمين العام للمنظمة الجديدة. كُتبت مسودة الدستور أولًا من قبل نائب رئيس اتحاد العمال الأمريكي ماثيو وول والمستشار العام للهيئة التشريعية للمنظمات الصناعية آرثر غولدبيرغ، في حين كُتبت بيانات السياسة المشتركة من قبل كل من وول وجيمس كاري ونائب رئيس الهيئة ديفيد ماكدونالد وجوزيف كوران وجوزيف هاريسون وروبن سودرستروم.
زادت نسبة العمال المنتمين إلى النقابات في الولايات المتحدة لتصل إلى ذروتها في عام 1954 بنحو 35%، ووصل عدد العمال النقابيين إلى ذروته عام 1979 بقرابة نحو 21 مليون عضو. بدأت العضوية بالتراجع منذ ذلك الحين، مع تراجع عضوية العمال من القطاع الخاص حتى خلال الفترة التي تلت عام 2010، إلا أن عضوية العاملين في القطاع الخاص ما تزال تنمو بمعدل ثابت.
في الفترة التي تلت ستينيات القرن الماضي، بدأت نقابات القطاع العام بالنمو، وأمّنت رواتب جيدة ومعاشات تقاعدية لأعضائها. في حين انخفاض العمل في مجالي الصناعة والزراعة، تضاعف التوظيف الحكومي والمحلي من 4 ملايين عامل في عام 1950 إلى 12 مليون عام 1976 و16.6 في عام 2009. إضافةً إلى 3.7 مليون موظف مدني اتحادي، في عام 2010، مثلت النقابات 8.4 مليون موظف حكومي، تتضمن 31% عاملين فدراليين، و35% من العاملين ضمن الولاية، و46% عاملين محليين.
بحلول سبعينيات القرن الماضي، ساهمت الزيادة الكبيرة في تدفق الواردات (مثل السيارات والصلب والأجهزة الإلكترونية من القادمة من ألمانيا واليابان، إضافةً إلى الألبسة والأحذية من آسيا) بضعف الاعتماد على المنتجين الأمريكيين. بحلول الثمانينيات، كان هناك تحول كبير في التوظيف بعدد أقل من العمال في القطاعات ذات الرواتب العالية وعدد عمال أكبر في قطاعات العمل ذات الرواتب القليلة. أُغلقت العديد من الشركات وانتقل بعضها إلى الولايات الجنوبية (إذ تضعف النقابات هناك)، مواجهة الخطر بإغلاق المصنع أو نقله، أو نقل المصانع إلى دولة خارجية ذات أجور منخفضة.

## النقابات العمالية في القرن الواحد والعشرين
معظم النقابات العمالية (أو النقابات العمالية) في الولايات المتحدة هي أعضاء في واحدة من منظمتين جامعتين أكبر: الاتحاد الأمريكي للعمل، كونغرس المنظمات الصناعية (AFL-CIO) أو اتحاد التغيير للفوز، الذي انفصل عن الاتحاد الأمريكي للعمل، كونغرس المنظمات الصناعية في 2005-2006. تدافع المنظمتين عن سياسات وتشريعات مواتية للعمال في الولايات المتحدة وكندا، وتقوم بدور نشط في السياسة لصالح الحزب الديمقراطي ولكن ليس بشكل حصري. يهتم الاتحاد الأمريكي للعمل -كونغرس المنظمات الصناعية بشكل خاص بالتجارة العالمية والقضايا الاقتصادية.
تُنظَّم نقابات القطاع الخاص بموجب قانون علاقات العمل الوطنية (NLRA)، الذي أُطلق عام 1935 وعُدّل عليه منذ ذلك الحين. يشرف على القانون المجلس الوطني لعلاقات العمل (NLRB)، وهو وكالة اتحادية مستقلة. تُنظَّم نقابات القطاع العام جزئيًا بواسطة قوانين فيدرالية وجزئية بواسطة قوانين الولاية. بشكل عام، ظهرت معدلات نمو قوية، والسبب هو تحديد الأجور وظروف العمل من خلال المفاوضات مع المسؤولين المحليين والدولة المنتخبين.
للانضمام إلى نقابة عمالية تقليدية، يجب منح العمال اعترافًا طوعيًا من صاحب العمل أو أن يصوت غالبية العمال في وحدة التفاوض على التمثيل النقابي. في كلتا الحالتين، يجب على الحكومة بعد ذلك التصديق على النقابة المشكلة حديثًا. تشمل الأشكال الأخرى للنقابات النقابية الأقلية، والتضامن النقابي، وممارسات المنظمات مثل العمال الصناعيين في العالم، والتي لا تتبع دائمًا النماذج التنظيمية التقليدية.
تخضع نقابات عمال القطاع العام لقوانين العمل ومجالس العمل في كل ولاية من الولايات الخمسين. عادة ما تصمم الولايات الشمالية قوانينها ومجالسها على غرار المجلس الوطني لعلاقات العمل. في الدول الأخرى، لا يحق للعاملين في القطاع العام إنشاء نقابة ككيان قانوني. (حوالي 40% من الموظفين العموميين في الولايات المتحدة ليس لديهم الحق في تنظيم نقابة قانونية).
أظهرت مراجعة أجرتها الحكومة الفيدرالية على مقياس الأجور أن الموظفين في الاتحاد العمالي يكسبون حوالي 33% دخلًا أكثر من نظرائهم من غير النقابات، فضلًا عن تمتعهم بمزيد من الأمن الوظيفي، وظروف عمل أكثر أمانًا وعالية الجودة. بلغ متوسط الدخل الأسبوعي للعاملين النقابيين 973 دولارًا في عام 2014، مقارنة بـ 763 دولارًا للعمال غير النقابيين.
قادت المنظمات الإعلامية الجديدة والصحف التقليدية في وقت لاحق موجة من النقابات منذ عام 2015، مدفوعة بخسائر خلال فترة الركود العظيم وتسريح الشركات الناشئة. فازت نقابة الكتاب الأمريكية بالعديد من هذه الجهود، بما في ذلك 5000 صحفي عبر 90 منظمة.